# Pesquisa quantitativa
Pesquisa quantitativa é a pesquisa científica na qual os resultados podem ser quantificados, diferindo da pesquisa qualitativa. A pesquisa quantitativa recorre a linguagem matemática para descrever as causas de um fenômeno, relações entre variáveis, entre outras aplicações. É fortemente influenciada pelo positivismo. Centrada na objetividade, foca na análise de dados brutos, adotando instrumentos padronizados e neutros na recolha dos dados, sendo geralmente constituída por amostras grandes e representativas da população, e por isso os resultados são encarados como um retrato real de toda a população alvo da pesquisa.
A primeira pesquisa quantitativa sobre jornalismo, no contexto brasileiro, foi feita pelo professor Pedro Parafita de Bessa, da Faculdade de Filosofia da Universidade de Minas Gerais.